# إميل ليب
إميل ليب (17 يونيو 1881 - 8 سبتمبر 1969) جنرالًا ألمانيًا خلال الحرب العالمية الثانية. جندي محترف، رأى الخدمة النشطة خلال الحربين العالميتين. شقيق ليب الأكبر كان المشير فيلهلم ريتر فون ليب.

## الحرب العالمية الأولى
دخل ليب خدمة الجيش في 7 يوليو 1901. التحق بمدرسة الحرب في ميونيخ، ومدرسة الهندسة والمدفعية البافارية، ثم أكاديمية الحرب البافارية. قبل وأثناء الحرب العالمية الأولى، عمل ليب كمساعد في وحدات المدفعية ثم  عُيَّن ضابطًا في هيئة الأركان العامة. تمت ترقية ليب إلى قبطان في 1 يونيو 1915. في يونيو 1917، تم نقله إلى هيئة الأركان العامة في الفيلق الملكي البافاري الخامس عشر وقسم المشاة. شارك ليب في معارك حول لورين وشمال فرنسا وغاليسيا وجبال الكاربات وفلاندرز والانسحاب الألماني من شمال فرنسا. شقيق ليب الأكبر، فيلهلم ريتر فون ليب، حصل على رتبة فارس من «ريتر» والجسيم النبيل لـ «فون»، ليس بالولادة، ولكن بفضل منح وسام بافاريا العسكري ماكس جوزيف وبراءة النبلاء. ومن ثم، كان الأخ الأكبر «فون» بين أسمائه، لكن الأخ الأصغر لم يفعل.